# 定慧寺 (如皋)

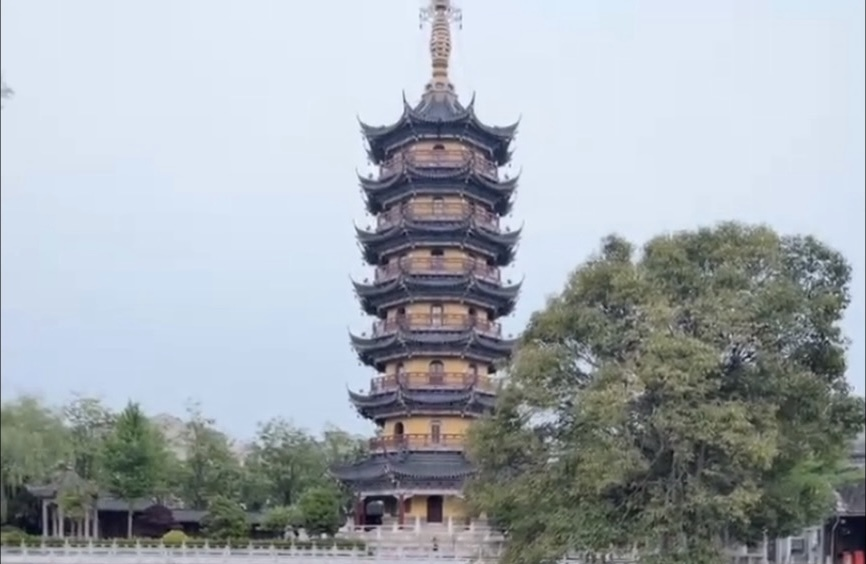
如皋定慧寺佛塔

如皋定慧寺，位于江苏省如皋市古城东南角。初建于隋朝开皇十一年（591年），山门南向。明朝万历年间重建，因寺庙划入城墙范围内，改为北向山门，原山门处改建成藏经楼。
主体建筑为天王殿、大雄宝殿、藏经楼，东侧有祖堂、观音堂、引堂、方丈室、关帝殿、云水台、功德林等，西侧有华严楼、念佛楼、斋堂、讲经堂、寮房等。 